# Cleorisintor
Cleorisintor är ett släkte av skalbaggar. Cleorisintor ingår i familjen plattnosbaggar.
Kladogram enligt Catalogue of Life:
| Cleorisintor | \| \| Cleorisintor drescheri \| \| \| \| \| \| Cleorisintor glaucus \| \| \| \| |
|              | \| \| Cleorisintor drescheri \| \| \| \| \| \| Cleorisintor glaucus \| \| \| \| |
|              | Cleorisintor drescheri                                                          |
|              |                                                                                 |
|              | Cleorisintor glaucus                                                            |
|              |                                                                                 |